# Joseph Mason (homme politique canadien)
Pour les articles homonymes, voir Joseph Mason et Mason.
Joseph Mason (1839-2 décembre 1890) est un homme politique canadien de la Colombie-Britannique. Il est député provincial indépendant de la circonscription britanno-colombienne de Cariboo de 1886 jusqu'à son décès en fonction en 1890.

## Biographie
Né à Nottingham, Mason étudie sur place. Il s'embarque pour Victoria en passant par le cap Horn. Mason se lance alors en affaire et voyage à travers la région de Big Bend (en) pendant la période de la ruée vers l'or de 1866.
Établie à Barkerville, il meurt en fonction à son bureau en décembre 1890 à l'âge de 51 ans.